# Theridion dominica
Espèce
Theridion dominica est une espèce d'araignées aranéomorphes de la famille des Theridiidae.

## Distribution
Cette espèce est endémique de la Dominique.

## Description
La femelle holotype mesure 3,8 mm.

## Étymologie
Son nom d'espèce lui a été donné en référence au lieu de sa découverte, la Dominique

## Publication originale
- Levi, 1963 : American spiders of the genus Theridion (Araneae, Theridiidae). Bulletin of the Museum of Comparative Zoology at Harvard College, no 129, p. 481-589 (texte intégral).